# Пиуза
Пи́уза или Пи́мжа (эст. Piusa jõgi, рус. Пимжа) — река в Эстонии и России. Длина — 93 км: 80 км на территории Эстонии и 13 км на территории Печорского района Псковской области России, площадь водосбора 796 км², средний уклон реки 2,2 %. Берёт начало в Эстонии, вытекая из озера Кюлаярв. Протекает также через озеро Аласъярв у деревни Вилла (Villa) в 12 км к юго-западу от посёлка Вастселийна. Впадает в Псковское озеро у деревни Будовиж (Пудовичи), разделяясь на два рукава.

## Гидрография
Река Пиуза в среднем течении на протяжении 18 км протекает между сёлами Вастселийна и Саэтамме (Saetamme) по живописной ложбине, где расположен заповедник поймы реки Пиуза (основан в 1965 году, площадь 9,64 км²). Долина изобилует старицами.
На правом берегу реки расположен целый ряд живописных отложений верхнедевонского периода: Паабу (Paabu), Мелдри (Meldri), Савиоя (Savioja), Пярги (Pärgi), Курья (Kurja), Ситка (Sitka), Кальметумяги (Kalmetumägi), Йыкси (Jõksi), Паклова (Paklova) и Накри (Nakri), горная и нижняя стенная гора Хярма (Härma). Крупнейшая из них — 150 метровая стена Хярма (стена Кельдри (Keldri)), общая высота которой 43 м, а высота обнажения составляет 30 метров.
Пиузские отложения гораздо мощнее отложений Выханду (Võhandu) и реки Ахья (Ahja), однако зачастую к ним сложно приблизиться, а также речные берега густо заросли, по этой причине они менее известны туристам и их посещает меньше людей, чем, например, отложения Выханду и Ахья.

## Притоки
- Ручей Яамаоя (Меэксиоя) (13 км, площадь водосбора 22 км²)
- Обница или ручей Тухквица (длина 15 км, площадь водосбора 46 км²)
- река Белка (длина 18 км, площадь водосбора 85 км²)
- река Пачковка (длина 19 км, площадь водосбора 82 км²)
- река Митковка (длина 10-18 км)
- ручей Рагсилла (Ragsilla), она же ручей Лосси-Табина (Lossi-Tabina) — длина 13 км, площадь водосбора 67 км²
- ручей Тудерна (Tuderna) — длина 16 км, площадь водосбора 37 км²
- ручей Пиироя (Piiroja)